# Selby (distretto)
Selby è un distretto del North Yorkshire, Inghilterra, Regno Unito, con sede nella città omonima.
Il distretto fu creato con il Local Government Act 1972, il 1º aprile 1974 dalla fusione del distretto urbano di Selby con il distretto rurale di Derwent, il distretto rurale di Hemsworth, il distretto rurale di Osgoldcross e il distretto rurale di Tadcaster.

## Parrocchie civili
- Acaster Selby
- Appleton Roebuck
- Balne
- Barkston Ash
- Barlby with Osgodby
- Barlow
- Beal
- Biggin
- Bilbrough
- Birkin
- Bolton Percy
- Brayton
- Brotherton
- Burn
- Burton Salmon
- Byram cum Sutton
- Camblesforth
- Carlton
- Catterton
- Cawood
- Chapel Haddlesey
- Church Fenton
- Cliffe
- Colton
- Cridling Stubbs
- Drax
- Eggborough
- Escrick
- Fairburn
- Gateforth
- Grimston
- Hambleton
- Healaugh
- Heck
- Hemingbrough
- Hensall
- Hillam
- Hirst Courtney
- Huddleston with Newthorpe
- Kelfield
- Kellington
- Kirkby Wharfe with North Milford
- Kirk Smeaton
- Lead
- Little Fenton
- Little Smeaton
- Long Drax
- Monk Fryston
- Newland
- Newton Kyme cum Toulston
- North Duffield
- Oxton
- Riccall
- Ryther cum Ossendyke
- Saxton with Scarthingwell
- Selby
- Sherburn in Elmet
- Skipwith
- South Milford
- Stapleton
- Steeton
- Stillingfleet
- Stutton with Hazlewood
- Tadcaster
- Temple Hirst
- Thorganby
- Thorpe Willoughby
- Towton
- Ulleskelf
- Walden Stubbs
- West Haddlesey
- Whitley
- Wistow
- Womersley